# Kanton Rijsel-1
Kanton Rijsel-1 (Frans: Canton de Lille-1) is een kanton in het Franse Noorderdepartement. Het kanton maakt deel uit van het arrondissement Rijsel. Het kanton Rijsel-1 bestaat uit vier gemeenten en een gedeelte van de gemeente Rijsel (Frans: Lille).  Het kanton is in 2015 gevormd uit het voormalige kanton Rijsel-Noord (geheel) en gedeelten van de voormalige kantons Rijsel-Centrum en Rijsel-West.

## Gemeenten
Het kanton Rijsel-1 bevat de volgende gemeenten:
- La Madeleine (Nederlands: Berkem)
- Marquette-lez-Lille (Nederlands: Market(t)e)
- Saint-André-lez-Lille (Nederlands: Sint-Andries of Sint-Andries-Rijsel)
- Wambrechies (Nederlands: Wemmersijs)
- Rijsel (Frans: Lille) (gedeeltelijk) (hoofdplaats)